# Villa St. Marcellus Straße 5
Die Villa St. Marcellus Straße 5 nahe der St.-Marcellus-Kirche in Asendorf (Landkreis Diepholz) in der niedersächsischen Samtgemeinde Bruchhausen-Vilsen stammt wohl aus dem 20. Jahrhundert.
Aktuell (2023) wird sie zum Wohnen genutzt.
Das Gebäude und die Einfahrt stehen unter Denkmalschutz (siehe auch Liste der Baudenkmale in Asendorf (Landkreis Diepholz)).

## Beschreibung
Das zweigeschossige verklinkerte differenzierte Gebäude aus dem 20. Jahrhundert mit zwei Risaliten, mit Satteldächern und auch Walmdach sowie Segmentbogenöffnungen steht auf einem großen Gartengrundstück.
Die Einfahrt mit den Sandsteinpfeilern und schmiedeeisernem Tor und Türen gehören zum denkmalgeschützten Ensemble.